# Syphon Filter: The Omega Strain
Syphon Filter: The Omega Strain — компьютерная игра в жанре шутер от третьего лица с элементами стелс-экшена, четвёртая игра в серии Syphon Filter. Игра была разработана студией SCE Bend Studio и издана Sony Computer Entertainment в 2004 году для PlayStation 2. Игра является прямым продолжением Syphon Filter 3.

## Игровой процесс
Как и прошлые игры серии, это шутер от третьего лица с элементами стелс-экшена, но также в игровом процессе появились некоторые изменения. В сюжет игры был введён новый главный герой. Начинается игра с создания персонажа и выбора его пола и имени. И если в начале играть придётся за новичка, то к концу игры можно дорасти до одного из командующих в IPCA. Игра также обладает немного нелинейным сюжетом, где игрокам дают выбор взять определённые задачи или избегать их в целом. Ролевые элементы были созданы так, чтобы игроки могли создать персонажа, повышать его ранг, и получать новое оружие.

## Оценки прессы
| Сводный рейтинг       | Сводный рейтинг |
| Агрегатор             | Оценка          |
| --------------------- | --------------- |
| GameRankings          | 65,36 %         |
| Metacritic            | 65/100          |
| Иноязычные издания    |                 |
| Издание               | Оценка          |
| GameRevolution        | C-              |
| GameSpot              | 6,5/10          |
| IGN                   | 7,6/10          |
| Русскоязычные издания |                 |
| Издание               | Оценка          |
| «Страна игр»          | 6,0/10          |

Syphon Filter: The Omega Strain получила смешанную реакцию в прессе. оценка сайта-агрегатора GameRankings составила 65,36 % на основе 48 рецензий, а Metacritic 65/100 на основе 47 рецензий.
Рецензент из журнала Страна игр оценил игру на 6,0 балла из 10, похвалив анимацию, многопользовательский режим и редактор героя, но также отметив монотонный игровой процесс, не выдающуюся графику, плохое автоприцеливание и недоработанный звуковой ряд. Подытожил журналист свою рецензию словами: «Syphon Filter: The Omega Strain слаба практически по всем параметрам. SCEA не справилась ни с одной из поставленных задач: оригинальная SF так и не обзавелась сильным продолжением, а оставить какой TPS далеко позади способен практически любой представитель жанра».